# Cantó de Lorda-Oest
El cantó de Lorda-Oest és un cantó francès del departament dels Alts Pirineus, situat al districte d'Argelèrs de Gasòst. Té 8 municipis i el cap cantonal és Lorda.

## Municipis
- Adèr
- Aspin (Lavedan)
- Bartrés
- Aumets
- Aussen
- Poiharrèr
- Segús
- Biger

## Història
| Data d'elecció                           | Identitat   | Partit           | Qualitat |
| ---------------------------------------- | ----------- | ---------------- | -------- |
| 1988-                                    | José Marthe | RPR, després UMP |          |
| les dades anteriors no són pas conegudes |             |                  |          |
|                                          |             |                  |          |

## Demografia
| 1962  | 1968  | 1975  | 1982  | 1990  | 1999   | 2006   |
| ----- | ----- | ----- | ----- | ----- | ------ | ------ |
| 3.426 | 3.644 | 3.621 | 3.916 | 4.183 | 10.561 | 10.665 |